# Pierre Restany
Pierre Restany (Els Banys d'Arles i Palaldà, 24 de juny del 1930 - 29 de maig del 2003) va ser un crític d'art i historiador nord-català.
Fou el crític d'art nord-català més important de la segona meitat del segle xx. Va ser el creador, amb el pintor Yves Klein, del Nou realisme.
De Pierre Restany, Andy Warhol en va dir: Un mite !

## Obres
- Lyrisme et Abstraction, Milan, Ed. Apollinaire, 1960
- Manifeste des Nouveaux Réalistes, 1968 ; Paris, Éditions Dilecta, 2007
- Avant-Garde du XXe siècle, amb Pierre Cabanne, Paris, Balland, 1970
- Katarsis amb Magdalena Abakanowicz, 1987
- Voyages de Ginzburg, Monographies, Paris, Julien Blaine, 1980
- Le Nouveau Réalisme, Paris, Union générale d'éditions (coll. 10/18 Série S), 1978